# Јелена Вучковић
Јелена Вучковић (27. август 1985) је српска фолк певачица која се прославила учешћем у петој сезони такмичења Звезде Гранда. Њена мајка је певачица Гоца Божиновска, а отац композитор Раде Вучковић. Са очеве стране има двојицу полубраће Александра и Вука, а са мајчине полубрата Мирка, чији је отац био боксер Зоран Шијан. Одрасла је у Краљеву. Удала се за Александра Софронића и живи у Ваљеву.

## Дискографија

### Синглови[4]
- Хероји никад не умиру (2011)
- Брате мој (2012)
- Мишу мој (2013) са Ди-џеј Вујом
- Драгане (2014)
- Лед (2014) са Синишом Вучом
- Хајде да полудимо (2014)
- Хабиби (2014)
- Бараба (2015) са Еврокрем барабама
- До смрти заједно (2015) са Ди-џеј Вујом
- Откуцај (2016) са Ломбардом
- Сачекуша (2017)
- Безгрешна (2018)
- Мој добри анђеле (2018)
- Кризно стање (2021)